# Hreljin (Chorwacja)
Hreljin – wieś w Chorwacji, w żupanii primorsko-gorskiej, w mieście Bakar. W 2011 roku liczyła 2206 mieszkańców.